# Aleksej Grigor'evič Ščerbatov
Aleksej Grigor'evič Ščerbatov, in russo Алексей Григорьевич Щербатов? (23 febbraio 1776 – Mosca, 15 dicembre 1848), è stato un nobile e ufficiale russo.

## Biografia
Era il figlio di Grigorij Alekseevič Ščerbatov (1735-1810), e di sua moglie, Anastasija Nikolaevna Dolgorukova.

## Carriera militare
Il 1º gennaio 1782 è stato promosso a ufficiale, e il 5 aprile 1799 è stato promosso al grado di colonnello. Il 27 ottobre 1800 venne promosso a maggiore generale ma il 23 settembre 1804, per motivi familiari, si ritirò.
Il 4 settembre 1805, con la nomina di comandante del 19º reggimento di fanteria Kostroma, il principe ha ripristinato le file dell'esercito. Partecipò alla guerra della Quarta coalizione, dove per il suo coraggio sul campo di battaglia di Golymin e Eylau fu nominato cavaliere dell'Ordine di San Giorgio. L'8 febbraio 1807, dopo la battaglia di Polotsk fu nominato cavaliere dell'Ordine di San Vladimiro.
Nel marzo 1807, con una unità, il principe partecipò nella difesa della città di Danzica, circondata dalle truppe francesi comandate dal maresciallo Lefebvre. Il 24 maggio 1807 fu fatto prigioniero. Dopo la firma del trattato di Tilsit, il 7 luglio 1807, il principe tornò a Russia. Tra il 1808 e il 1810, il principe ha combattuto contro i turchi e fu gravemente ferito durante l'assedio della fortezza di Šumen.
Dopo che la sua ferita guarì, il principe tornò in servizio nell'esercito nel 1812, ha comandato la 18ª divisione del 3º reggimento di fanteria sotto il comando del generale Alexander Tormasov. Il 23 maggio 1813 fu promosso a tenente generale. Fu impegnato nelle battaglie di Lipsia e del Katzbach, che gli valse la nomina a cavaliere dell'Ordine di Aleksandr Nevskij. Il 29 gennaio 1814, alla testa di 6º reggimento di fanteria, ancora una volta, il principe si distinse per il suo coraggio in battaglia, catturando 28 cannoni del nemico e fece 3.000 prigionieri. Come ricompensa, 9 febbraio 1814, è stato insignito dell'Ordine di San Giorgio.
Per motivi di salute, il 13 dicembre 1835, il principe lasciò l'esercito. Il 14 aprile 1844 fu nominato governatore generale di Mosca.
Nella sua carica di governatore generale Aleksej si impegnò nella lotta contro l'inquinamento e il lavoro minorile. Il 10 ottobre 1843, il principe è stato premiato per i suoi servizi resi alla corona imperiale di Russia, ricevendo il più alto riconoscimento dell'Impero Russo, l'Ordine di Sant'Andrea.

## Matrimoni
Nel 1809 sposò Ekaterina Andreevna Vjazemskaja (1789-1810), figlia del tenente generale Andrej Ivanovič Vjazemskij, e della seconda moglie, Eugenia O'Reilly. Non ebbero figli.
Nel 1817 sposò Sof'ja Stepanovna Apraksina (1798-1885), figlia del principe Vladimir Golicyn, e di sua moglie, la contessa Natal'ja Černyšëva. Ebbero sei figli:
- Ekaterina Alekseevna (1818-1869), sposò Illarion Illarionovič Vasil'čikov (1805-1862), ebbero tre figli;
- Grigorij Alekseevič (1819-1881), sposò Sof'ja Aleksandrovna Panina (1825-1905);
- Ol'ga Alekseevna (1823-1879), sposò Sergej Fëdorovič Golicyn (1812-1849);
- Boris Alekseevič (28 maggio 1824-6 giugno 1826);
- Vladimir Alekseevič (1826-1888), sposò Marija Afanas'evna Stolypina (1832-1901);
- Aleksandr Alekseevič (1829-1902), sposò Marija Pavlovna Muchanova (1836-1892).

## Morte
Morì a Mosca nel 1848 e fu sepolto nel Monastero Donskoj.